# What Is Love
What Is Love – singel Haddawaya wydany w 1993 roku. Znajduje się na płycie Haddaway. Został wykorzystany w filmie Odlotowy duet oraz jako muzyczne tło dla powtórek z National Basketball Association w programie NBA Showtime w telewizji NBC’s.
Piosenka osiągnęła 1. miejsce w 13 krajach w Europie i Azji, była numerem 2. w Wielkiej Brytanii oraz Niemczech, a także numerem 11. w rankingu Billboard Hot 100 w Stanach Zjednoczonych i na 12. miejscu w Australii.